# عابدیه بنت علی
خدیجه عابدیه بنت علی (۱۹۰۷ - ۱۴ ژوئیه ۱۹۵۸) یک شاهدخت عراقی بود. او دختر علی، پادشاه حجاز، و شاهدخت نفیسه، خواهر ولیعهد عبدالله و خاله ملک فیصل دوم عراق بود. او در جریان انقلاب ۱۴ ژوئیه در قتل عام خانواده سلطنتی به قتل رسید.

## زندگی
او دوران کودکی خود را در مکه گذراند. پدرش در سال ۱۹۲۴ از سلطنت برکنار شد و او به همراه خانواده‌اش به عراق تبعید شد، جایی که عمویش در سال ۱۹۲۱ به سلطنت رسیده بود.
برادرش عبدالله، زمانی که خواهرزاده‌شان، ملک فیصل دوم، در سال ۱۹۳۹ به عنوان پادشاه خردسال به سلطنت رسید، به عنوان نایب‌السلطنه عراق خدمت می‌کرد. وقتی خواهرش، ملکه عالیه بنت علی، در سال ۱۹۵۰ درگذشت، از او خواسته شد تا به عنوان مادر پادشاه عمل کند. او هرگز ازدواج نکرد، تا حدودی به عنوان فردی بی‌تکلف توصیف می‌شد و خود را وقف نظارت بر کارکنان کاخ کرد.
در ۱۴ ژوئیه ۱۹۵۸، کاخ سلطنتی الرحاب در بغداد، در جریان انقلاب ۱۴ ژوئیه مورد حمله شورشیان قرار گرفت. وقتی مدافعان کاخ متوجه شدند که تعدادشان بسیار زیاد است و دفاع از خانواده سلطنتی غیرممکن است، موافقت کردند که آنها را به شورشیان تحویل دهند، که اعلام کردند آنها را به بازداشتگاه وزارت دفاع منتقل خواهند کرد. خانواده سلطنتی، متشکل از پادشاه، ولیعهد، شاهدخت هیام، شاهدخت نفیسه (مادر ولیعهد) و شاهدخت عابدیه (خاله پادشاه) و همچنین برخی از اعضای کادر سلطنتی، از طریق آشپزخانه کاخ را ترک کردند. هنگام عبور از باغ آشپزخانه از میان ردیفی از سربازان شورشی، سربازان آتش گشودند. پادشاه از ناحیه سر و گردن مورد اصابت گلوله قرار گرفت، در حالی که ولیعهد، نفیسه و عبادیه همگی از ناحیه کمر و هیام از ناحیه پا یا لگن مورد اصابت گلوله قرار گرفتند. شورشیان توافق کرده بودند که ولیعهد و نخست وزیر باید کشته شوند، اما در مورد اینکه با پادشاه چه باید کرد، نظرات متفاوتی وجود داشت و هیچ تصمیمی در مورد اعضای زن خانواده گرفته نشده بود.
پس از کشتار، اجساد را به ماشین‌ها بردند تا به وزارت دفاع منتقل کنند. طبق گزارش‌ها، پادشاه، عابدیه و هیام هنوز زنده بودند، اما پادشاه در طول سفر درگذشت. ماشین‌ها متوقف شدند و اجساد پادشاه و ولیعهد بیرون آورده شد، اولی به دار آویخته شد، دومی مورد بی‌حرمتی قرار گرفت و در خیابان‌ها کشیده شد.